# 自然魔法

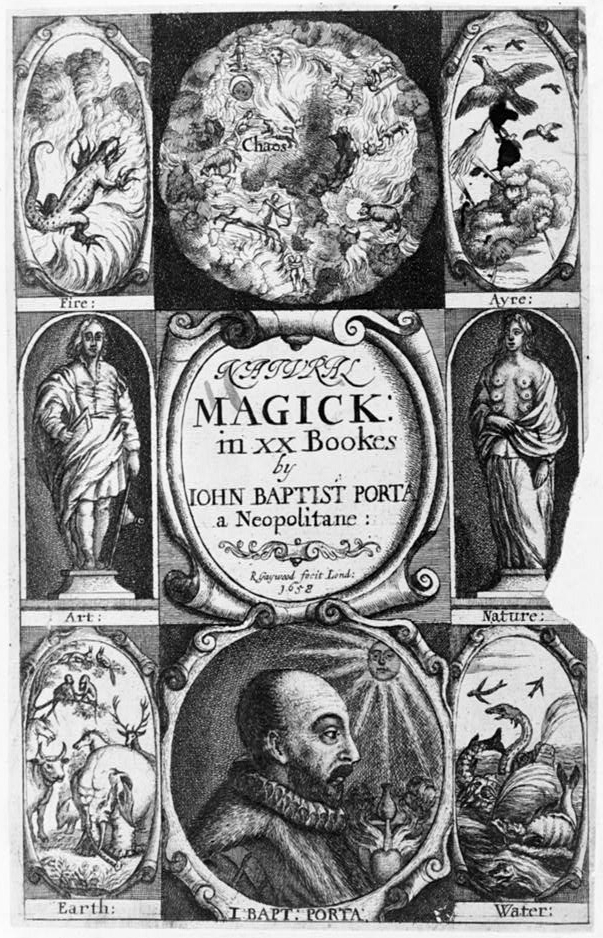
1658年在伦敦发行的波尔塔《自然魔法》英译本卷首插图

自然魔法（拉丁語：magia naturalis），又称低等魔法，是文艺复兴时期盛行的一类魔法，与仪式魔法（即高等魔法）相对。
与需要借助神灵力量的仪式魔法不同，自然魔法师通过研究事物之间的隐秘性质（qualitates occultae）试图直接控制自然现象。自然魔法包括了占星学、炼金术，以及天文学、化学、植物学（草药学）等如今属于自然科学的学科。
文艺复兴时期的著名哲学家与魔法师海因里希·科尼利厄斯·阿格里帕于1526年首先使用了“自然魔法”这一术语。1558年，吉安巴蒂斯塔·德拉·波尔塔出版了名著《自然魔法》（Magia Naturalis）。